# زنبق نارینی
زنبق نارینی (نام علمی: Iris narynensis) نام یک گونه از سرده زنبق است.